# Dasymaschalon dasymaschalum
Dasymaschalon dasymaschalum (Blume) I.M.Turner – gatunek rośliny z rodziny flaszowcowatych (Annonaceae Juss.). Występuje naturalnie w Mjanmie, Tajlandii, na indonezyjskiej wyspie Jawie oraz na indyjskich wyspach Andamanach i Nikobarach. 

## Morfologia
PokrójZimozielony krzew o pnących pędach, młodsze są owłosione.
LiścieMają kształt od eliptycznie podłużnego do podłużnie lancetowatego. Mierzą 9–28 cm długości oraz 4–9,5 cm szerokości. Nasada liścia jest zaokrąglona. Wierzchołek jest spiczasty. Ogonek liściowy jest owłosiony i dorasta do 5–20 mm długości.
KwiatySą pojedyncze, rozwijają się w kątach pędów lub na ich szczytach. Działki kielicha mają trójkątny kształt, są owłosione i dorastają do 3–5 mm długości. Płatki mają kształt od owalnego do lancetowatego i osiągają do 4–13 cm długości. Kwiaty mają owłosione słupki o kształcie od równowąskiego do podłużnego i 3–4 mm długości.